# Лиль (Дордонь)
Лиль (фр. Lisle) — коммуна во Франции, находится в регионе Аквитания. Департамент — Дордонь. Входит в состав кантона Брантом. Округ коммуны — Перигё.
Код INSEE коммуны — 24243.

## География

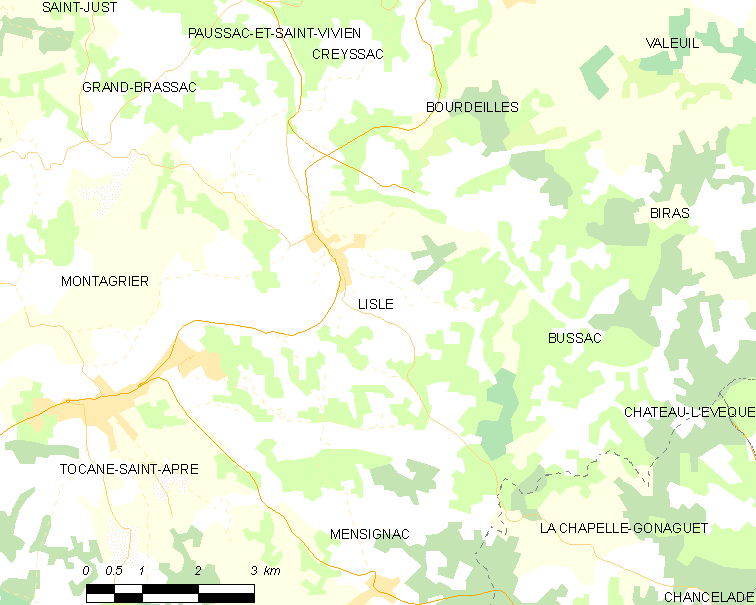
Карта коммуны

Коммуна расположена приблизительно в 420 км к югу от Парижа, в 105 км северо-восточнее Бордо, в 17 км к северо-западу от Перигё.
На северо-западе коммуны протекает река Дрон.

### Климат
Климат умеренный океанический со средним уровнем осадков, которые выпадают преимущественно зимой. Лето здесь долгое и тёплое, однако также довольно влажное, здесь не бывает регулярных периодов летней засухи. Средняя температура января — 5 °C, июля — 18 °C. Изредка вследствие стечения неблагоприятных погодных условий может наблюдаться непродолжительная засуха или случаются поздние заморозки. Климат меняется очень часто, как в течение сезона, так и год от года.

## Население
Население коммуны на 2010 год составляло 928 человек.
| 1962 | 1968 | 1975 | 1982 | 1990 | 1999 | 2010 |
| ---- | ---- | ---- | ---- | ---- | ---- | ---- |
| 967  | 990  | 934  | 917  | 946  | 907  | 928  |

## Администрация
| Период | Период | Фамилия           | Партия       | Примечания      |
| ------ | ------ | ----------------- | ------------ | --------------- |
| 1948   | 1977   | Антуан Крювейе    |              | инженер         |
| 1977   | 1989   | Мишель Лакур      |              | пекарь-кондитер |
| 1989   | 2001   | Жан-Жак Вильпонту |              | фермер          |
| 2001   | 2001   | Пьер Казамейу     |              |                 |
| 2001   | 2020   | Жоэль Констан     | беспартийный | профессор       |

## Экономика
В 2010 году среди 536 человек трудоспособного возраста (15-64 лет) 397 были экономически активными, 139 — неактивными (показатель активности — 74,1 %, в 1999 году было 69,3 %). Из 397 активных жителей работали 360 человек (197 мужчин и 163 женщины), безработных было 37 (13 мужчин и 24 женщины). Среди 139 неактивных 29 человек были учениками или студентами, 67 — пенсионерами, 43 были неактивными по другим причинам.

## Достопримечательности
- Церковь Св. Мартина (XII век). Исторический памятник с 2005 года[5]
- «Верхний замок» (XVI век). Исторический памятник с 1942 года[6]
- «Нижний замок» (XVI век)[7]

## Фотогалерея

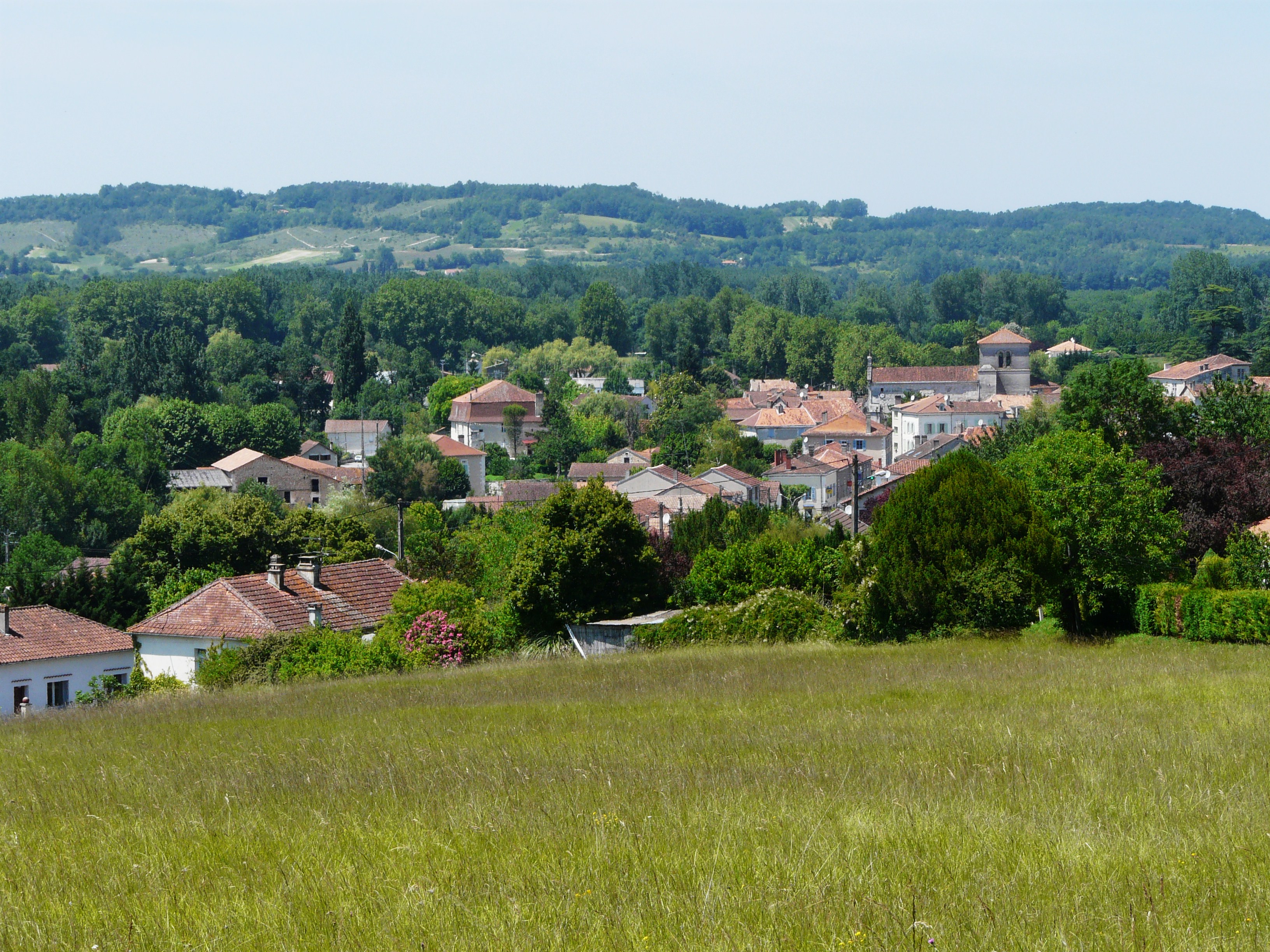
Лиль
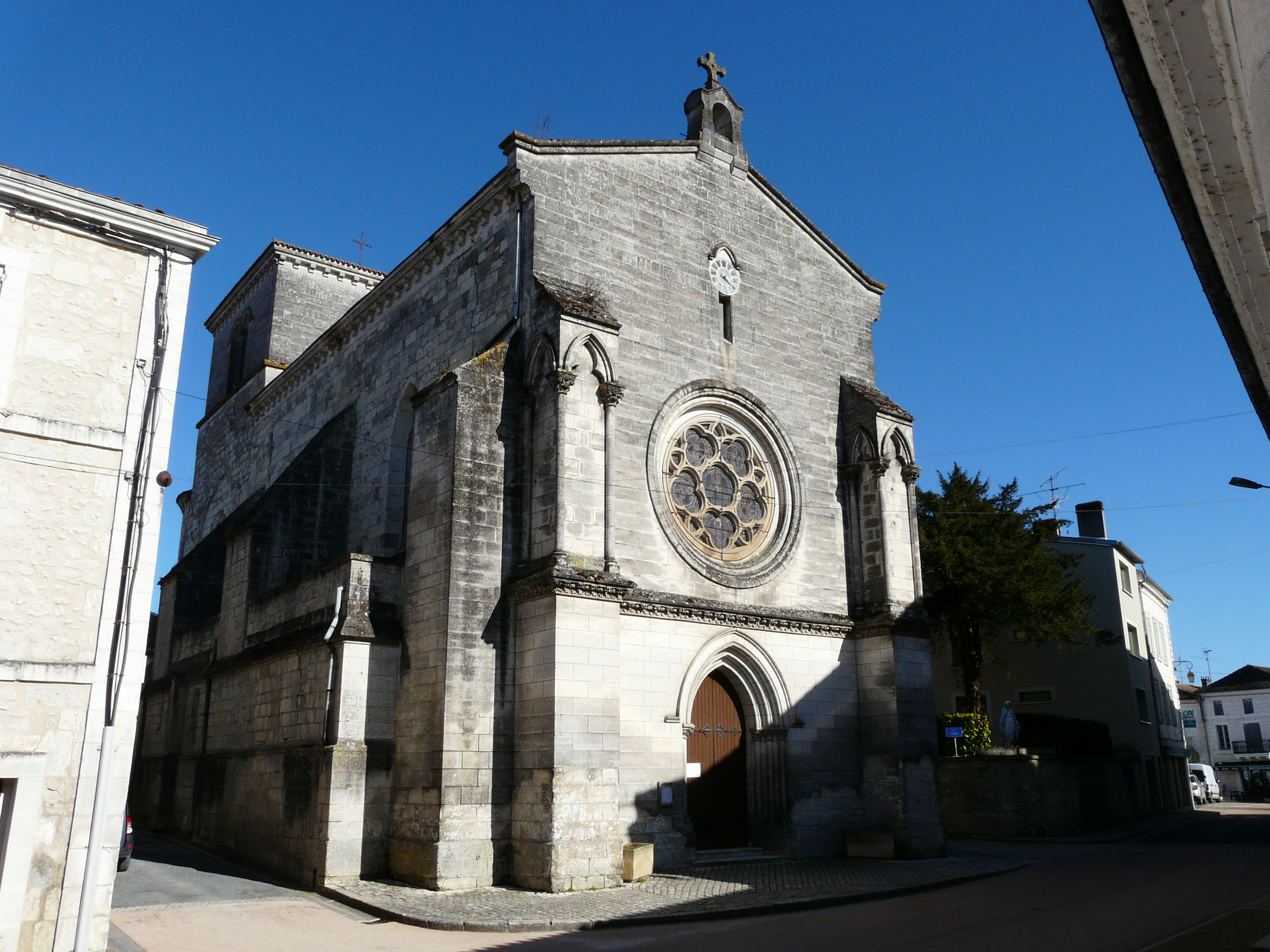
Церковь Св. Мартина
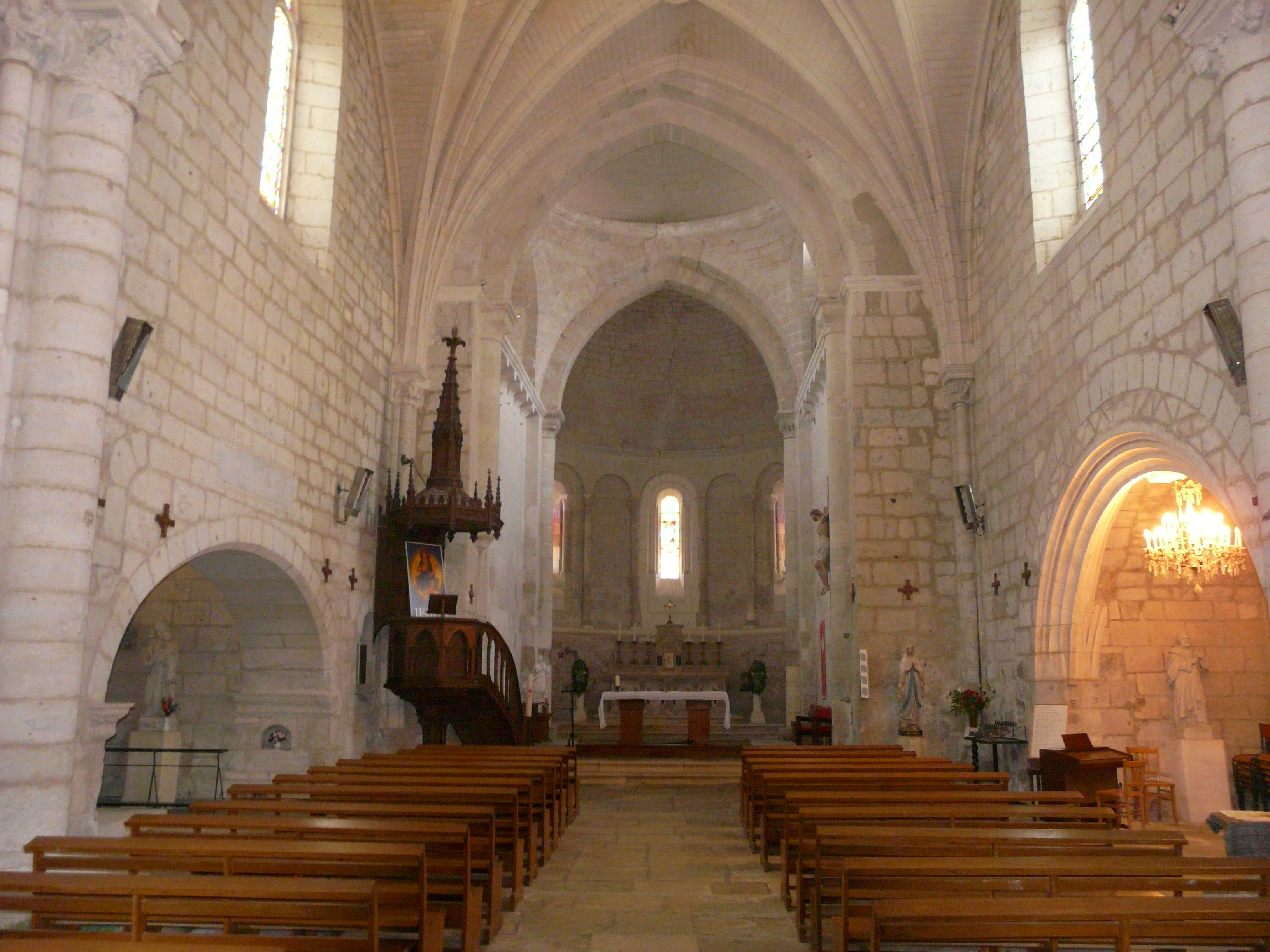
Интерьер церкви Св. Мартина
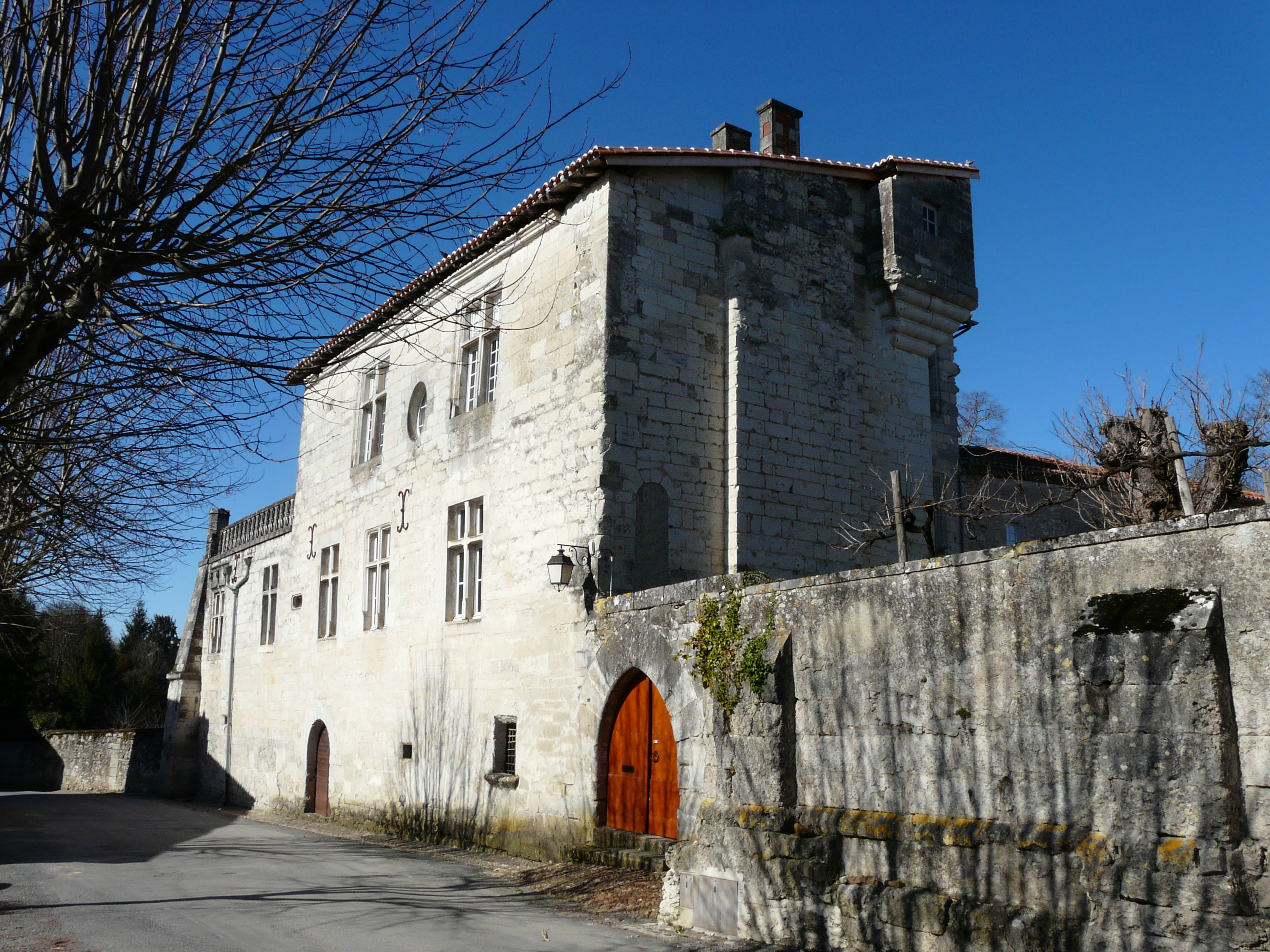
«Верхний замок»
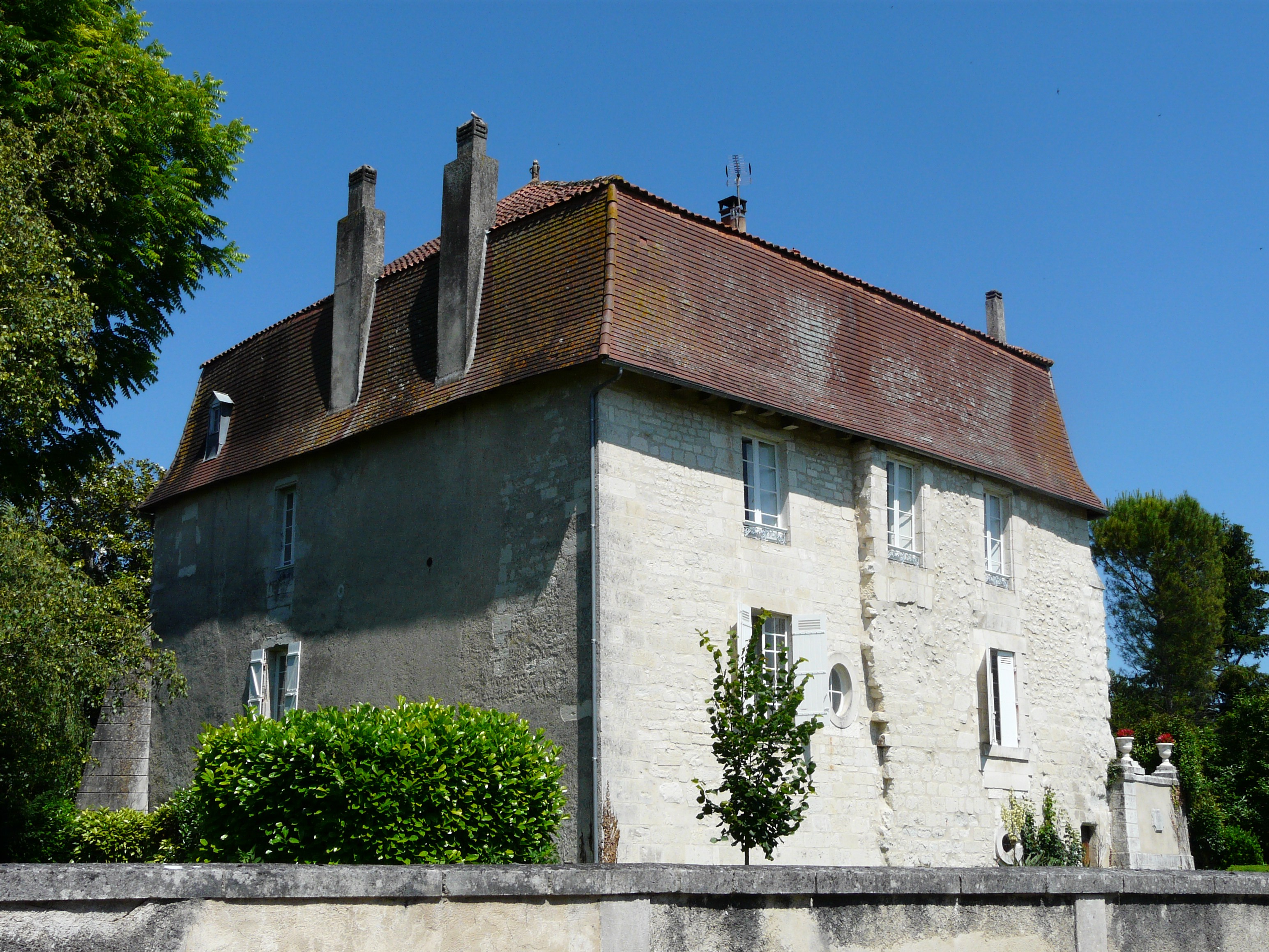
«Нижний замок»
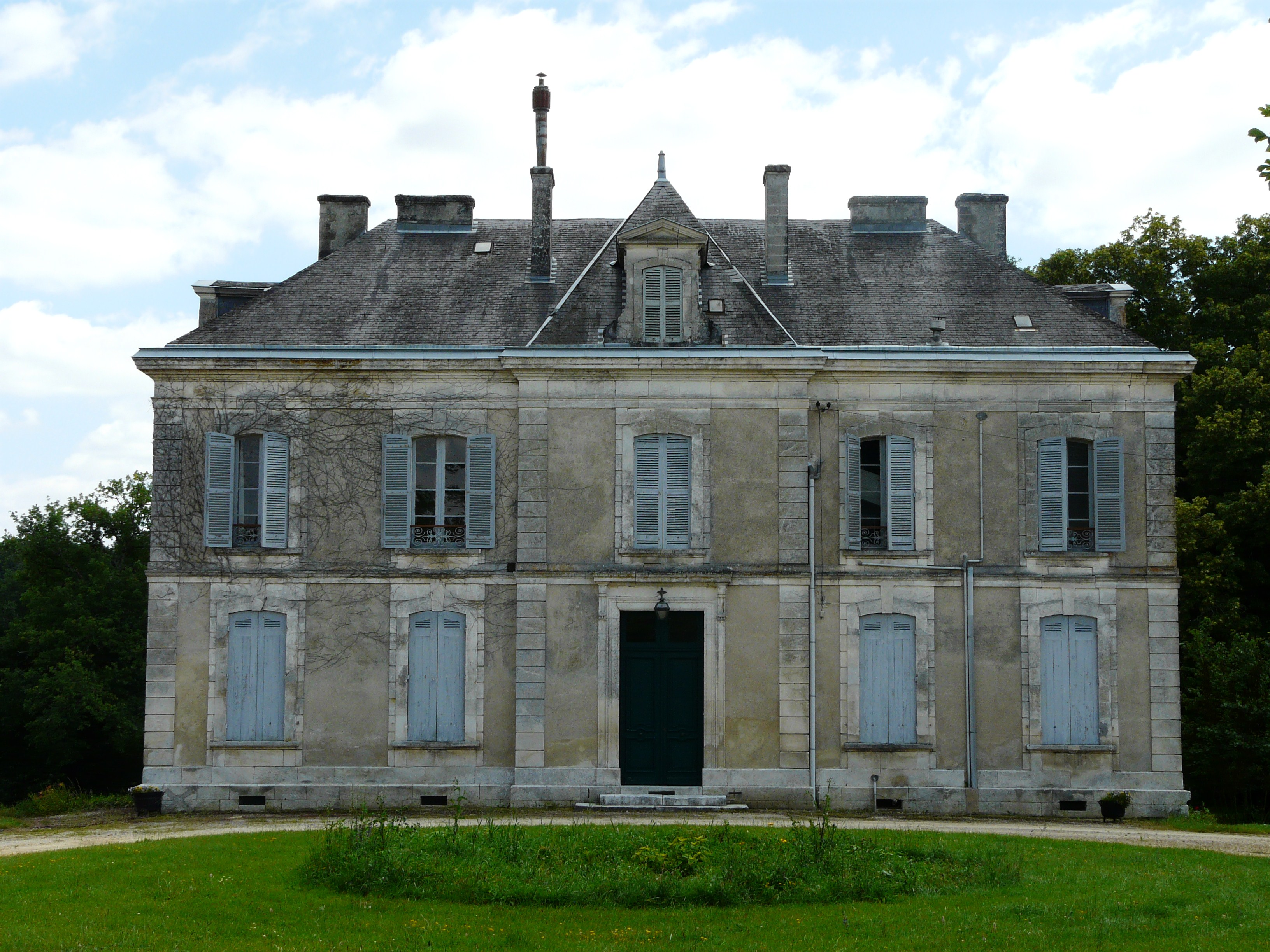
Особняк Пези
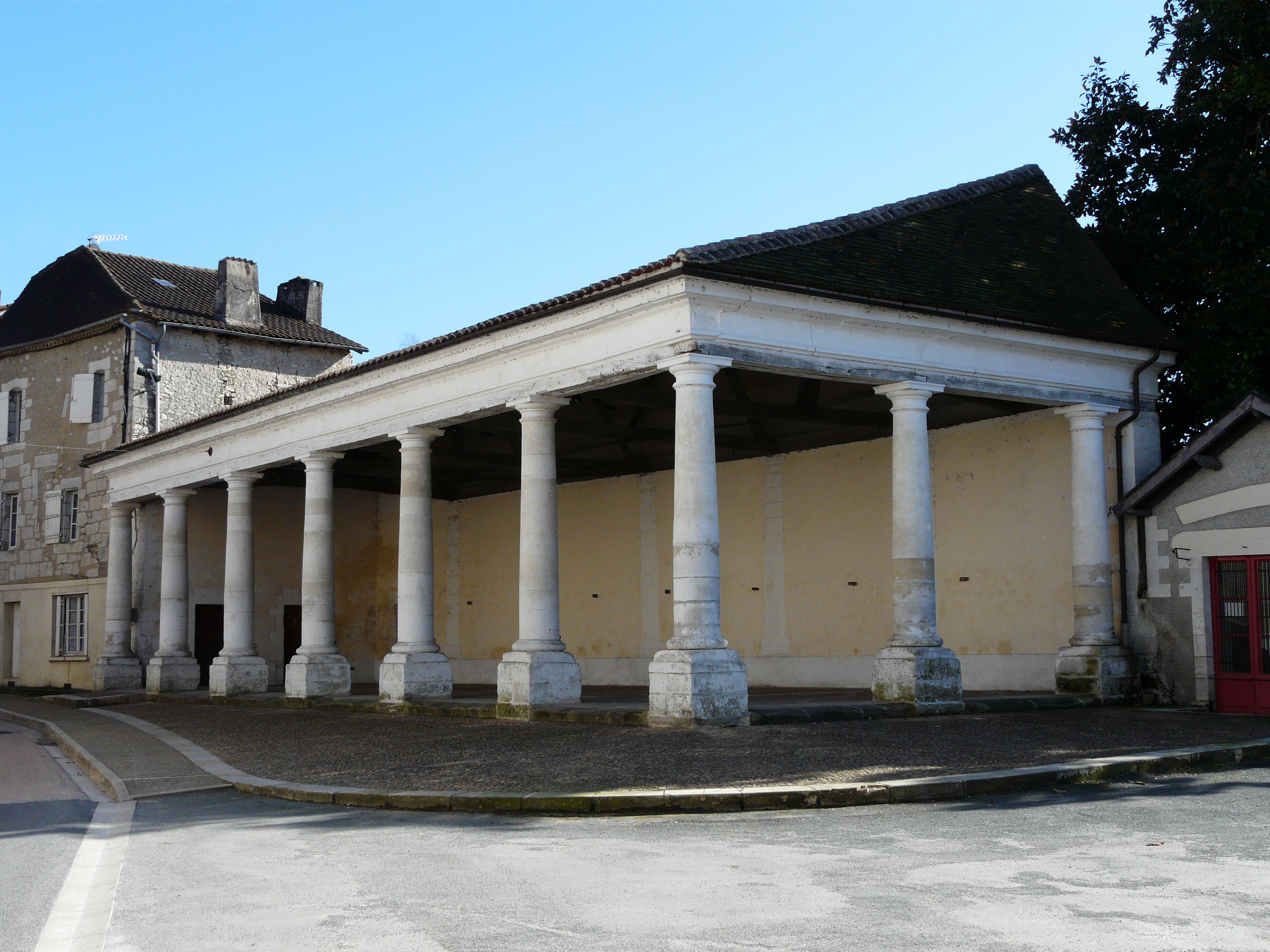
Крытый рынок
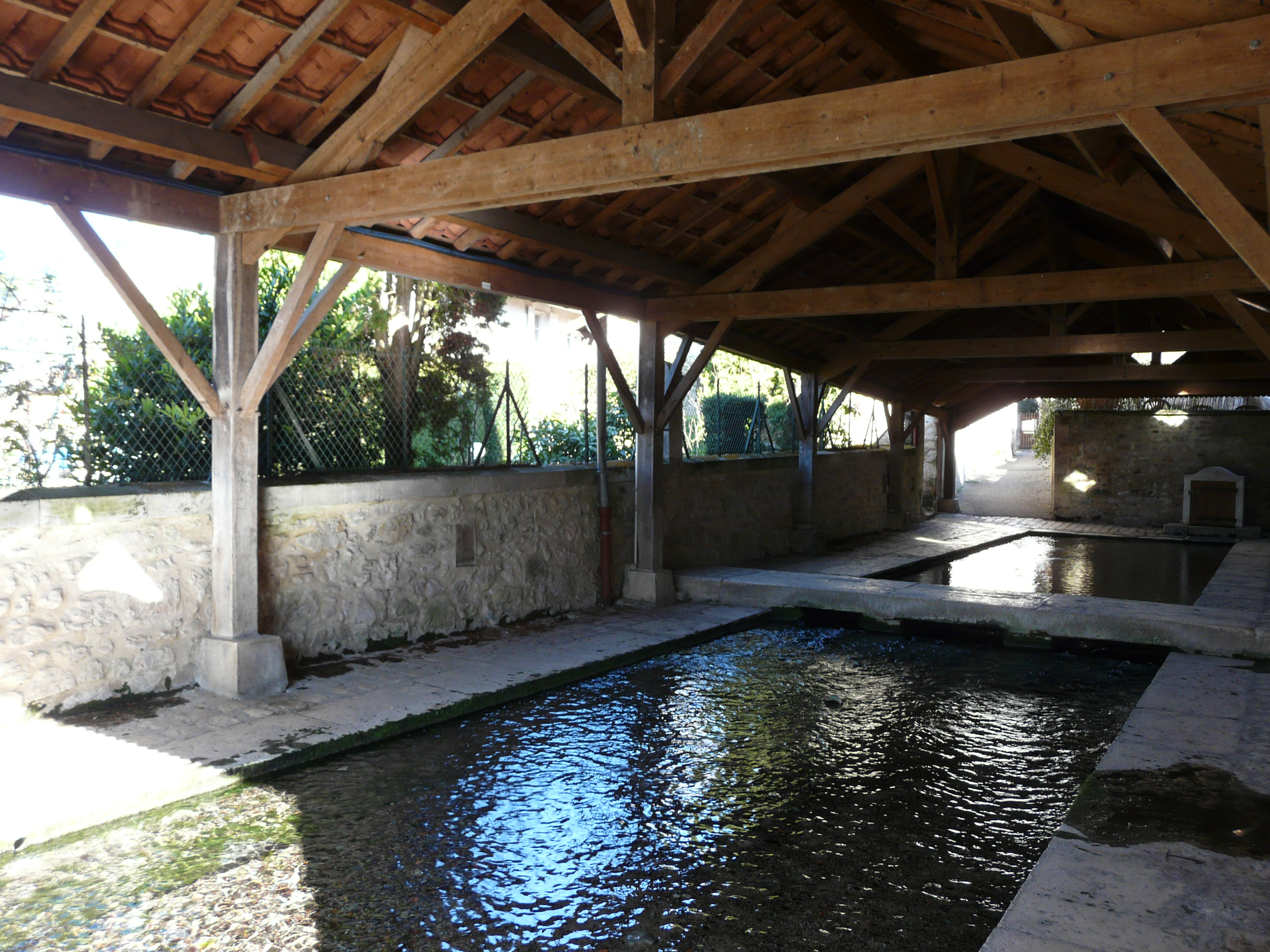
Общественная прачечная
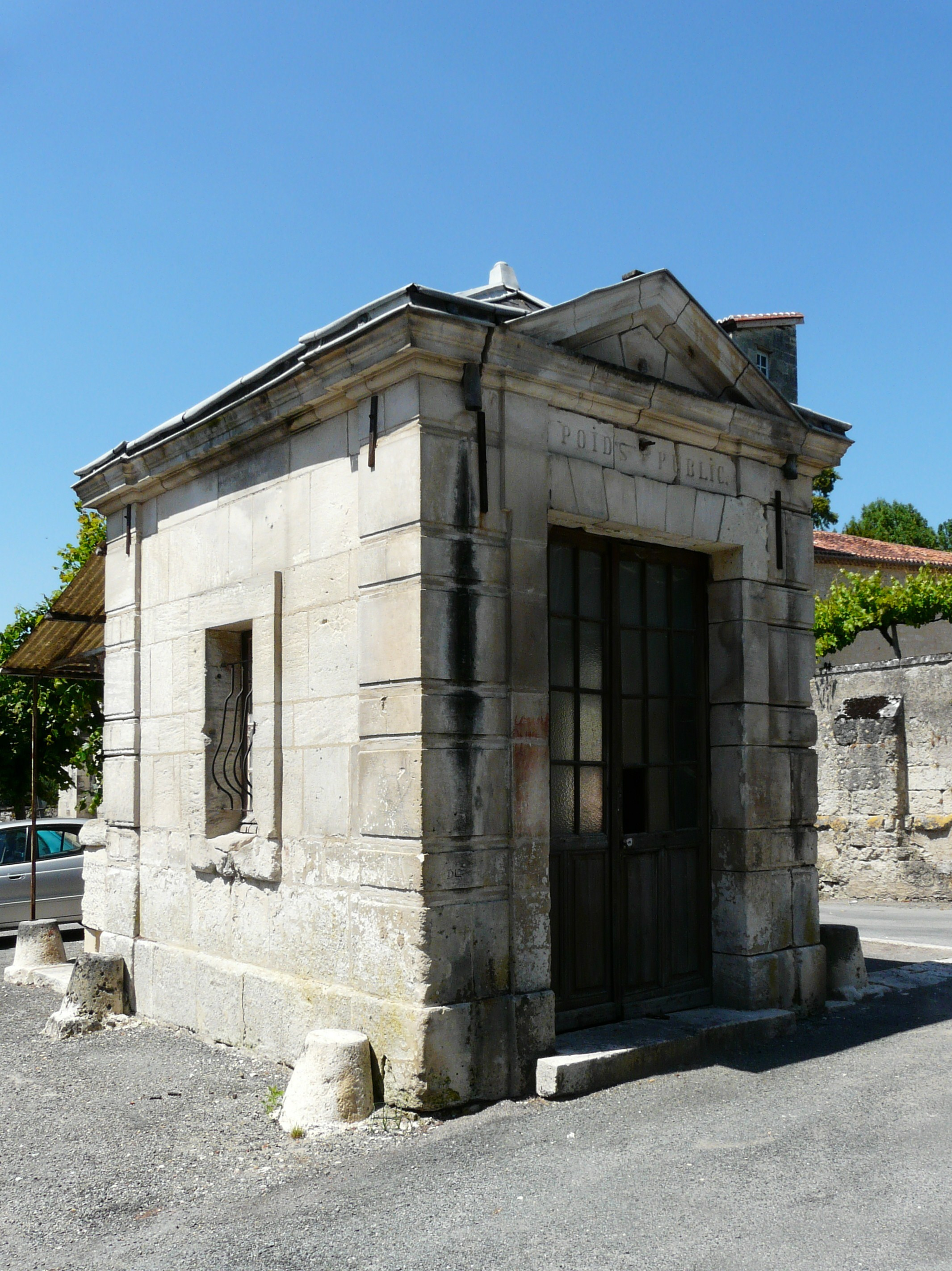
Постовая будка
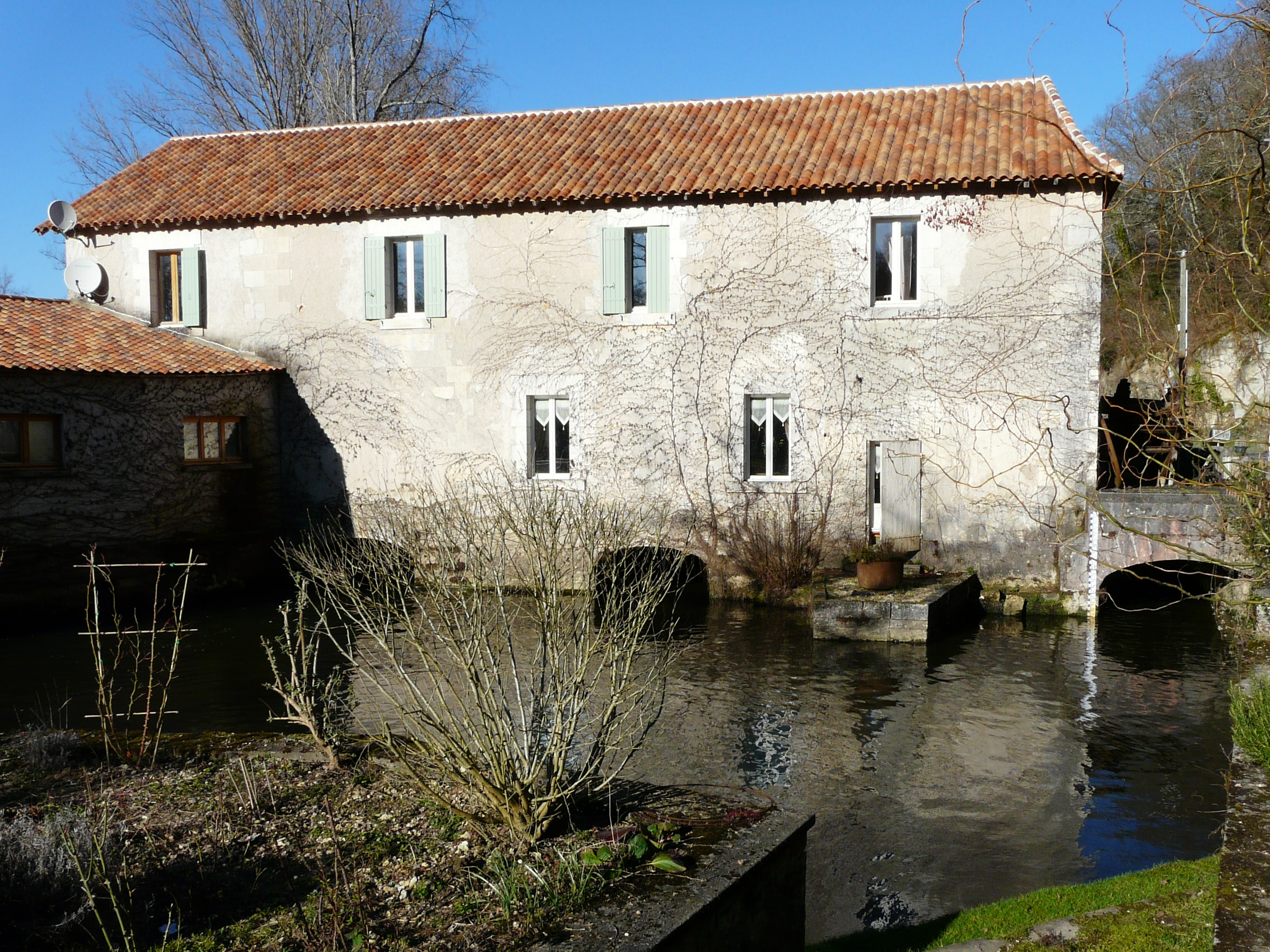
Водяная мельница
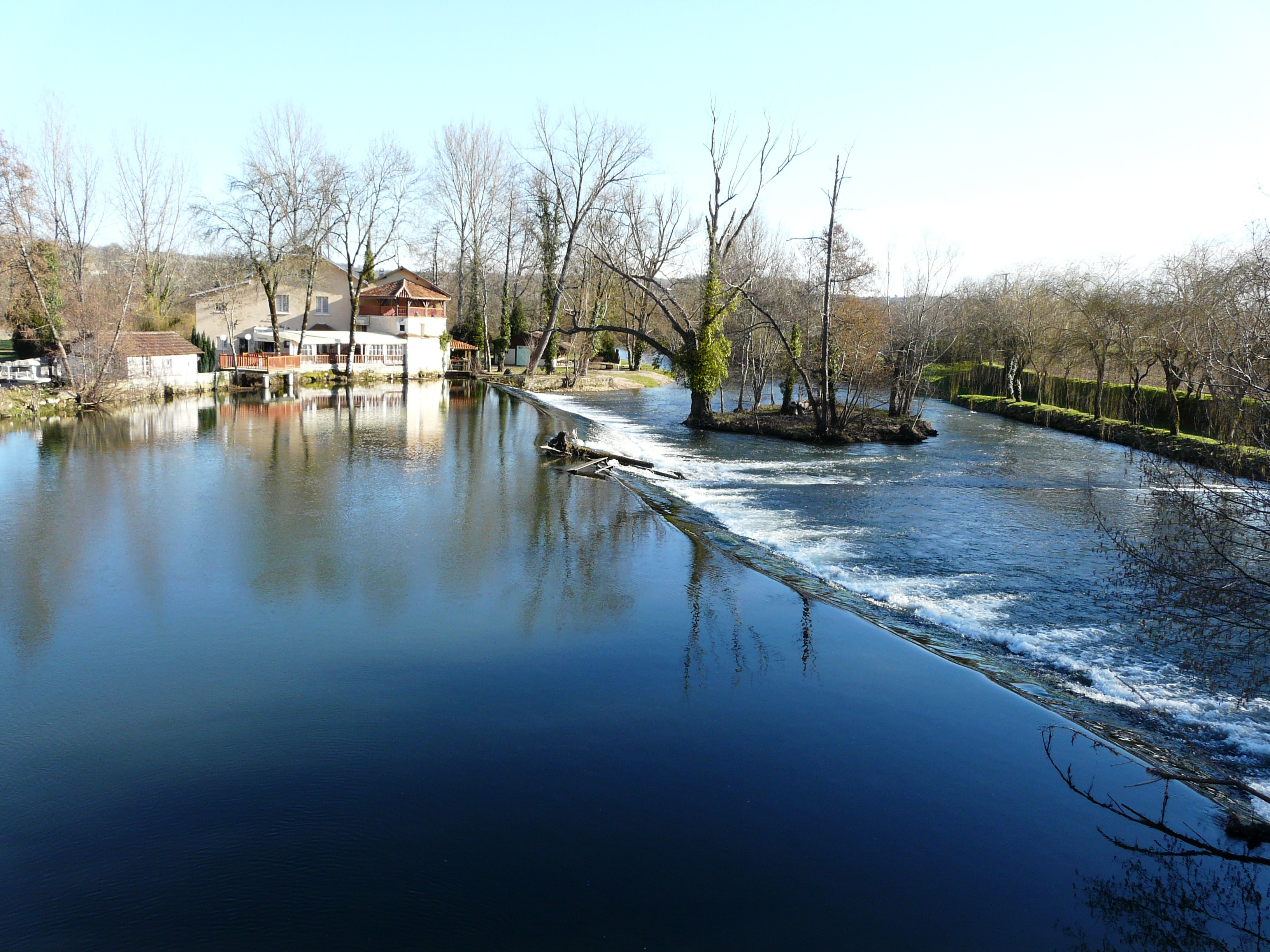
Река Дрон и водяная мельница
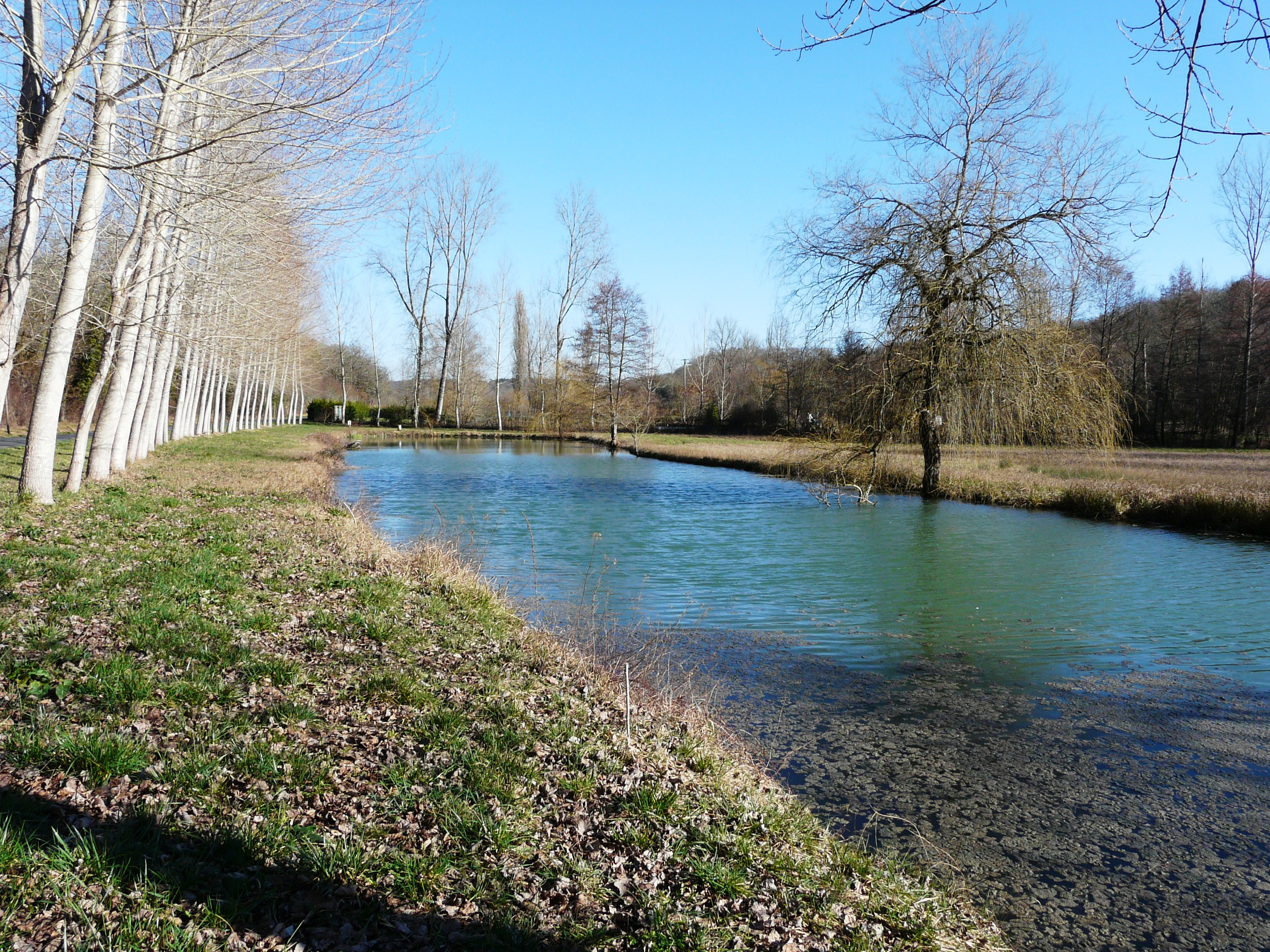
Озеро Пюиморен